# 岸辺露伴
岸辺 露伴（きしべ ろはん、Rohan Kishibe）は、荒木飛呂彦の漫画『ジョジョの奇妙な冒険第四部 ダイヤモンドは砕けない』に登場する架空の漫画家。同漫画のスピンオフ作品『岸辺露伴は動かない』の主人公。血液型はB型。

## 作中の人物像
杜王町に住む人気漫画家。1979年生まれの20歳（初登場時、1999年時点）。独身。B型。代表作は16歳の時より『週刊少年ジャンプ』にて連載しているデビュー作『ピンクダークの少年』。以前は東京都に住んでいたが、「東京はゴチャゴチャしていて清々しい気分で仕事ができない」という理由により、故郷のS市杜王町に戻ってきたという。
トレードマークはギザギザした形状のヘアバンド。両耳たぶにつけペンのペン先を象った耳飾りを着けている。性格は非常に強引でかつ我侭であり、また自己中心。「自分が一番」で「オレ様」なところがあると評されている。作品のリアリティを何より重視し、創作のために自ら様々な体験をしなければならないという信念を持つ。作品への刺激を探求するあまり、奇矯としか表現しようのない振る舞いを数多く見せ、自分のケガすら作品のネタに活かそうとする。漫画を描く理由についても、ただ一筋に「読んでもらうため」であり、金や地位や名声には興味が無いと公言して憚らない。
下書き無しで直接ペンを入れ、ペン先からインクを飛ばしてはみ出さずにベタを塗り、何本も持ったペンで一気に効果線を描き入れるなど人間離れした描画の技術を持ち、アシスタント無しで毎週19ページの連載を成立させている。「編集者から軽く見られる」との理由により、原稿の書き溜めはしない。人間関係が嫌でアシスタントも雇わない。
デビュー作となる漫画『ピンクダークの少年』は、サスペンス・ホラー的な作品であり、その作風は彼のもとに届くファンレターの内容によるとハッキリと好き嫌いが分かれている。国外でも台湾やヨーロッパでは出版されているが、英訳版は未刊行。このことに本人は「アメリカ人はセンスがダサイから自分の漫画を理解できない」からとジョセフ・ジョースターに対し発言している。
公称プロフィールでは、尊敬している人物はこせきこうじ、大切なものは家族と友人としている。だがこれらは読者向けの回答であり、本音では相手が誰であろうと見下しており、自分よりもスゴい人間などいないと考えている。ただし広瀬康一は例外で、彼に対しては友情と尊敬の念を持っている。
癖の強い人物ではあるが、自らの正義に基づく倫理観は持ち合わせており、身内の危機には自分だけ逃げ出すということはせず、敵スタンド使いとも度々戦っている。「この岸辺露伴が最も好きな事のひとつは、自分で強いと思ってるやつにNOと断ってやる事だ」と語っており、自身の代わりに東方仗助の命を差し出すよう取引を持ちかけた敵に対しても「だが断る」と突っぱねている。このように不遜な性格の持ち主ではあるが、「まるで劇画、みたいな根性の持ち主にグッと来る」と称して大柳賢を再起不能にせぬまま見逃したり、自分が窮地に立たされた時に助けに来た広瀬康一に心を打たれ素直に褒めたりと、人物によっては敬意を持って接することもある。顔を公表しており、外出先で出会ったファンに度々サインを求められ快く応じている。
Part4劇中ではグッチの腕時計を身につけていた。愛車は日産・300ZX。花粉症持ちである。
『岸辺露伴は動かない -六壁坂-』や『岸辺露伴 ルーヴルへ行く』では27歳。一部エピソード以外では、年齢や年代が明言されない。

### 作中での活躍
- 子供の頃は杜王町に住んでいた。杉本家に外泊していた1983年8月13日（4歳）の夜[1]、吉良吉影による杉本一家の惨殺事件に遭遇するが、杉本鈴美によって助けられ、事件現場よりただ一人だけ生還する。その後家族揃って東京に引っ越し、1995年に漫画家としてデビュー[1]。1999年2月[1]、上述の理由により、単身で再び杜王町に戻った。この頃には、杉本家殺人事件については既に忘れてしまっていた。
- 引越しとほぼ同時期に、虹村形兆によりスタンドの矢で射抜かれ、スタンド使いとなる。1999年5月のある日、サインを貰おうと自宅を訪れた広瀬康一の記憶を自身の能力「ヘブンズ・ドアー」で読み、自分以外にも特殊能力を持っている者が存在し、それがスタンドであると知る。スタンドという格好の題材をつかんだことで創作意欲をきわめて強く刺激され、さらなる創作のために康一から漫画のネタをなりふり構わず搾取しようとする。康一の異変に気付き自宅に乗り込んだ仗助・億泰と戦うことになる。「仗助を逃がして援軍を呼ばれたら厄介だ」とまるで漫画のストーリー作りのように思考し、本にした億泰を操った上で殺しかけるなど、もはや歯止めが効かない。挑発のために仗助の髪型を馬鹿にしたことが仇となり、周りが見えなくなるぐらい激怒した仗助によって半殺しの目に遭い成敗される。『ピンクダークの少年』はこのときのケガが回復するまで休載となる。このとき康一が話した仗助の髪型の話を書き留めるなど、転んでもタダでは起きない姿勢を見せる。
- 杜王町を探索中に、杉本鈴美の幽霊と出会う。自分が鈴美に守られて生き延びていたという、忘れていた事実を知り、さらには仗助たちの友人だった矢安宮重清（重ちー）が同一犯の吉良吉影に殺害される事件が起きたことから、仗助らと共に吉良を追うことを決意する。
- 吉影を支援すべく吉良吉廣が送り込んだ大柳賢と戦うことになり、ヘブンズ・ドアーの2/3を奪われ大苦戦を強いられる。強運と自信だけに頼る賢に対して、露伴は知恵と能力で運を変えて勝利を収める。
- 露伴から小遣いを巻き上げようと目論む仗助に、チンチロリンでの賭け事を挑まれる。ところが、支倉未起隆の能力を利用したイカサマで勝とうとした仗助の行為がきっかけとなり、露伴の自宅が不注意による火事になり半焼。賭けはうやむやになった上、自宅の修理費に700万円かかり、仗助への恨みがさらに根深くなる。
- 自宅が半焼した翌日、同じバスに偶然仗助と乗り合わせる。気まずい雰囲気の中、トンネル内で噴上裕也のスタンド「ハイウェイ・スター」と遭遇し、養分を吸われる。自身が襲われながらも仗助を逃がそうとするも、無視して助けに来た仗助に結果的に救われる。敵撃退後もこの仗助の行為に怒っており、仗助とは関係改善とはならなかった。
- 自宅の修理の見積もりを一級建築士の乙雅三に依頼するも、彼が吉良吉廣に送り込まれた無自覚の刺客だったことから、チープ・トリックに取り憑かれる。背中を誰かに見せると殺されるという危機的状況に陥るが、助けに駆けつけた康一の助力と、鈴美のいる「振り向いてはいけない小道」を利用してチープ・トリックを撃破する。この時再会した鈴美の助言で、川尻早人の存在に気づく。
- その後、川尻早人が何らかの手掛かりを掴んでいることを突き止め、接触を図ったことにより、川尻浩作＝吉良の真相にいち早く辿り着くも、吉良が早人に憑かせていたバイツァ・ダストにより爆死し、魂が天に昇って消滅する（死の運命が確定する）。しかし、4度目に戻された時間の中で、早人の機転によりバイツァ・ダストが解除されたため、死を回避する。吉良の死亡後、現世を去る鈴美を見送る。
- アニメ版のラストシーンでは億泰は露伴が万引きで逮捕されたと発言していたが、その詳細や真偽は不明。
- Part5（2001年）には名前のみの登場。イタリアに行く康一を、「ヘブンズ・ドアー」でイタリア語が喋れるようにした。
- Part6（2011年）には名前のみの登場。時間を加速させるスタンド「メイド・イン・ヘブン」により時間が加速した世界の中でも漫画を描き続けており、他の漫画家はインクがペンに付けてすぐ乾くせいで仕事にならなかった中、露伴だけ原稿を完成させて締め切りに間に合っていることが言及されている。
- Part9（2023年）には漫画家で、ジョディオたちがダイヤを盗みに入った豪邸の持ち主として登場している[2]。

### 『岸辺露伴は動かない』など
第四部本編とは設定などが異なる場合がある。
- 『岸辺露伴 ルーヴルへ行く』の過去回想では、高校時代に出会い別れた藤倉奈々瀬から「この世で最も黒く、最も邪悪な絵」があることを聞いた。その年に漫画家としてデビューしている。既にスタンド能力を持っているという点でPart4とは異なる。
- 『エピソード#16 懺悔室』では、怪我で休載した際にイタリアへ取材旅行に出かけた。この時、成り行きで懺悔室の中の神父のふりをして、悪霊に取り憑かれた男の人生を取材した（スタンドは使用せず）。これは1999年、仗助を怒らせ殴られた事件の後の出来事であることが示唆される。
- 『エピソード#02 六壁坂』では27歳。取材のために山を買って破産し、ニコラ・ド・スタールの画集のみを所持して康一の自宅に転がり込む。以後の短編でも本作の出来事が引き継がれている。
- 『岸辺露伴 ルーヴルへ行く』では27歳。祖父母について言及がある（この時点では両名共に亡くなっている）。
- 担当編集者は貝森稔と泉京香。
- 『六壁坂』の一件以降（『ホットサマー・マーサ』から）は、「バキン」という犬を飼っている。

### 本編以外での登場
- 『ピンク・ダークの少年』は、小説版『The Book』における康一の説明によると「生理的に気持ち悪い（グロテスクな）シーンもあるが、迫ってくるようなスリルと、個性的で本当に居るような登場人物、特徴的な擬音、コミック表紙に描かれた登場人物のカッコいいポーズが魅力的な漫画」「2000年の時点で3部完、4部開始となった。露伴の頭の中では9部までのストーリーやセリフが全て完成しており、後は描くだけ」であるという[注 3]。
- Part4後日談にあたる『The Book』にて、2000年の1月頃、『ピンクダークの少年』第3部を完結させた。第4部の構想を考えている最中、奇妙な殺人事件に遭遇。「ヘブンズ・ドアー」によりその殺害方法と敵スタンド使いの能力を暴いた。
- 文庫版の番外編『オインゴとボインゴ兄弟 大冒険』のあとがきは岸辺露伴による論評の形式をとっており、内容を絶賛。敗北宣言までするが、その漫画がスタンド「トト神」による自動筆記と知った途端、手の平を返した様に酷評。最後には「自分以上の漫画家なんて存在しない」と締めくくっている。
- 『岸辺露伴は動かない』の一部のエピソードは、原作（体験）が露伴、作画が荒木飛呂彦という体裁をとっている。また画集『JOJO-A-GOGO!!』の（Part6連載中の）『週刊少年ジャンプ』本誌広告ページ「気分はJOJO」において、本画集を露伴は「僕が荒木くんをスタンドで本にしたようなものだ」と宣伝している。
- 実在の『週刊少年ジャンプ』の月例新人漫画賞である「第103回ホップ☆ステップ賞」で審査員を務めたこともある。このとき、漫画投稿者からの作品に対して、比較的厳しい採点をつけていた。また、批評コメントの口調も厳しいものであった。当然、これはあくまで設定上のもので、実際には荒木飛呂彦による審査である。
- 短編小説集『岸辺露伴は叫ばない』は、複数の作者陣によって露伴が描写されている。
- コラボノベライズ『JORGE JOESTAR』にも登場する。2012年の杜王町でマンガ家をしており、年齢は30代のはずだが若々しく、『ピンク・ダークの少年』Part8連載中・既刊112巻。アロークロスハウスという邸宅に記憶喪失の少女「杉本玲美」と同居しているが、この屋敷が殺人事件の現場になった。また殺人鬼吉良吉影と敵対している。名探偵ジョージにスタンドの存在を教え、ヘブンズ・ドアーの能力を駆使して、ジョージがスタンドを視認できるようにしたり、イタリア人と日本人同士で会話できるようにしたり、殺人事件の現場捜査を行ったりと活躍している。パラレルワールドではあるが、言動などは露伴そのものである。
- 和月伸宏の漫画『武装錬金』の主人公、武藤カズキには岸辺露伴のファンという設定がある。一方露伴も『六壁坂』において『るろうに剣心』の単行本を所持していたことを明かしており、ジョジョの大ファンであった『るろうに剣心』の作者の和月伸宏は『ジャンプスクエア』2008年1月号の巻末コメントで、そのことについて「天国の扉が開いた気分」とコメントした。
- 大場つぐみ原作、小畑健作画の漫画『バクマン。』の登場人物、新妻エイジについて、大場が自身の描いたネームに「岸辺露伴入ってるかも」と影響を受けたことを示唆するコメントを付けている[3]。
- 青山剛昌の漫画『名探偵コナン』101巻のコラム「青山剛昌の名探偵図鑑」において、岸辺露伴を探偵として取り上げている。

## ヘブンズ・ドアー（天国への扉）
【破壊力 - D / スピード - B / 射程距離 - B / 持続力 - B / 精密動作性 - C / 成長性 - A】（JOJO A-GO!GO!、JOJOVELLER、Part4テレビアニメ。単行本ではパラメータ無）
露伴のスタンド。対象を「本」にする能力を持つ。能力を受けた者は、基本的に身体のいずれかの部位が薄く剥がれるような形で、「本」のページとなる。「本」には対象の記憶している「人生の体験」が記されており、記述を読むことで相手の記憶や相手の知っている情報を知ったり、さらにはページに情報を書き込むことで相手の行動・記憶を露伴の思い通りに制御することもできる。本にされた者は、ショックで一時的に気を失ったり、身体がスタンドの本状・紙状になり動きづらくなる。また、ページを破り取ると相手はその部分の記憶を失い、体重が激減する。なお、ドラマ版第3話「D・N・A」では対象者を「本」そのものに変えている。
ある程度の知能を持った動物や幽霊、露伴自身にも能力は有効である。相手に文字を書き込むことによって支配する力は絶大で、対象者がどれだけ拒絶しようと逆らうことはできず、「短期間でネイティブ並みの語学力を身に付けさせる」「後方に時速70キロの速度で吹き飛ぶ」など、その人物にも本来は実行不可能な事象を実行させることもできる。
スタンド能力の成長性が高く、作中で頻繁にアップデートされている。
- 初期 - 「波長が合う者に生原稿を見せると、本に変える」という能力のみの状態。全ページ読ませる→1コマだけ見せて発動と、段階的に成長している。
- 第二段階 - 空中に指で『ピンクダークの少年』の主人公の顔を描いて、相手に見せることで能力を発動する状態。
- 人型ヴィジョン発現 - 大柳賢とのジャンケン勝負時点から、Part4終了までの状態。ヴィジョンの接触や飛び技で相手に命令を書き込むなど、器用な芸当ができるようになる。
- ロボット状 - 『岸辺露伴は動かない』（エピソード#02:六壁坂以降）や『岸辺露伴ルーヴルへ行く』の状態。

その能力から作中で「無敵」と評されたこともあるが、ヘブンズ・ドアーの一部を吸収した大柳賢のスタンド「ボーイ・II・マン」には書き込んだ命令を書き換えられて取り消されたり、噴上裕也のスタンド「ハイウェイ・スター」と対峙した際には一度は「本」に変えるも本体である露伴が生命力を吸われたことにより命令を書き込めなくなり、能力は解除された。また、本体を殺害して露伴に取り憑いたスタンド「チープ・トリック」に使用した際には自身にその効果がはね返るなど、スタンドの相性によっては能力が通用しない場合もある。また発動させるためには能力を相手に「見せる」必要があり、髪形を馬鹿にされ激怒し、目の前の状況が認識できなくなった仗助のように、能力を認識できない相手に対しては、発動させることができない。パラメータからわかるように、破壊力自体は低く、殴り合いはできない。
露伴自身の遠い過去の記憶や運命は読めない。
死にゆく人間に使用した場合は肉体に存在する「人生の体験」が消えていく様子が見え、それが完全に消えると相手は死亡する（六壁坂の妖怪）。
死人を本にすると、2つの場合がある。生前の記憶が読めるが死んだ後のことは読めない（幽霊の杉本鈴美）、または「死」という文字だけで埋め尽くされており生前の記憶を読むことも命令を書き込むこともできない（ルーヴルの死者）。また死者を蘇生させることもできない。

## スピンオフ作品
諸設定がPart4作中と異なっている場合があり、荒木は「Part4とPart8の杜王町は別の町」「ジョジョリオンは一種のパラレルワールド、ジョジョリオンと岸辺露伴は動かないは隣り合わせの世界」と説明している（『ジョジョベラーHISTORY』）。またルーヴルインタビューでも「よそ行き」「Part4とはあえて変えている」と説明されている。

### 『岸辺露伴は動かない』
岸辺露伴を主人公としたスピンオフ作品『岸辺露伴は動かない』シリーズ。一部のエピソードは原作を岸辺露伴が、作画を荒木飛呂彦が手がけたという設定になっている。
2017年以降は、複数の作者陣による短編小説も執筆されている。

### その他
現実のコラボ。架空のキャラクターである露伴が、現実の場所へと出かけたことを漫画にする。
- 岸辺露伴 ルーヴルへ行く - 2009年に、フランスのルーヴル美術館と、Futuropolis社が2005年より実施してきたバンド・デシネプロジェクトの第5弾として発表された、露伴を主人公とした123ページのフルカラー作品。
- 岸辺露伴 グッチへ行く - ファッションブランド『GUCCI』のブランド設立90周年と自身の執筆30周年を記念してファッション雑誌『SPUR』に掲載された短編作品。全16ページ。なお、これを記念して2011年9月17日から10月6日までの間、東京のグッチ新宿において本作の原画と漫画に描かれたコレクションを展示する『岸辺露伴 新宿へ行く』展が開催された。後に単行本『岸辺露伴は動かない』に収録された。

## 名前の由来と作者との関係
- 名前の「露伴」は語感から小説家の幸田露伴より拝借したもの、姓の「岸辺」は「地名か何かからとったが深い意味はない」という[4]。また、『岸辺露伴 ルーヴルへ行く』では「両親が付けてくれた名前で―『露』ははかなきもの―そして『伴』はともにすごす―という意味[5]」との解説がある。
- スタンド名の由来はアメリカのフォーク/ロックシンガーボブ・ディランの楽曲「天国への扉」（原題"Knockin' on Heaven's Door"）[6]。
- また荒木にとっては、露伴は色々な条件の場所に取材に行かせられるキャラクターなので（＝杜王町の外を舞台にすることも可能で）便利であるとコメントしている[7]。
- 漫画家のキャラクターということもあり、荒木飛呂彦が自身を投影したキャラクターと捉えられがちだが、荒木本人はそのことに関しては否定しており、荒木にとって「漫画家としての理想の姿」であると明言している[4]。このほかに、キャラクターには映画『ナインスゲート』の登場人物、ディーン・コルソも参考にされていることも明かされている[8]。また荒木は「岸辺露伴とイメージをダブらされているらしく、初めて会う人に身構えられてしまうことが悩み」と語っている[9]。
- 2012年に開催された原画展『荒木飛呂彦原画展 ジョジョ展 in S市杜王町』で販売された『杜王新報 特別版』には、「荒木飛呂彦と岸辺露伴の対談」という形式の記事が収録されている。
- 集英社新書の荒木の著書の「帯」には、露伴のイラストが描き下ろされている。帯といっても、新書の縦3/5ほどのサイズを占める大きなもの。『荒木飛呂彦の奇妙なホラー映画論』『荒木飛呂彦の超偏愛! 映画の掟』『荒木飛呂彦の漫画術』バージョンが存在する。特に『ホラー映画論』では吸血鬼露伴となっている。

## 岸辺露伴を演じた人物
声優
神谷浩史
- ジョジョの奇妙な冒険 オールスターバトル
- ジョジョの奇妙な冒険 アイズオブヘブン

櫻井孝宏
- テレビアニメ版
- OVA『岸辺露伴は動かない』
- ジョジョの奇妙な冒険 オールスターバトルR

俳優
高橋一生
- テレビドラマ『岸辺露伴は動かない』
- 映画『岸辺露伴 ルーヴルへ行く』
- 映画『岸辺露伴は動かない 懺悔室』

長尾謙杜
- 映画『岸辺露伴 ルーヴルへ行く』（青年期）